# Јозеф Хохол
Јозеф Хохол (Писек, 13. децембар 1880 − Праг, 6. јул 1956) био је чешки архитекта.

## Образовање
Хохол је студирао архитектуру на Чешком техничком универзитету у Прагу, затим на Академији лепих уметности у Бечу, код Ота Вагнера.
Био је један од три значајна кубистичка архитекта, заједно са Павелом Јанаком и Јосефом Гочаром; сва тројица су били чланови Манесове уније лепих уметности. Хохол је био члан од 1913. до искључења 1945. због „недостатка патриотизма”. Широј јавности постао је познат захваљујући својим врхунским грађевинама током кубистичког периода између 1911. и 1914. године.

## Радови
Три зграде које је дизајнирао у Вишеграду (део Прага) сматрају се ремек-делима кубистичке архитектуре:
- вила Коваровиц (Kovařovicova vila) на адреси Либушина 49 код Rašínově nábřeží/трга, названа по власнику Бедриху Коваровицу, изграђена 1912-13. Сам власник, Бедрих Коваровић, био је извођач радова и инспектор грађевинских предузећа у општини Праг. Његова импозантна вила садржи кубистичке карактеристике не само у екстеријеру, већ се оне одражавају и у унутрашњости и распореду суседних луксузних вртова. Хохол је наглашену фасаду сместио према башти. Од 1958. године вила је уврштена на листу непокретних споменика културе Чешке.
- кубистичка вила у Неклановој 98, по пројекту Франтишека Ходека, изграђена 1912-13. То је луксузна четвороспратна зграда са кубистички пресеченом фасадом и веома упечатљивим угаоним балконима.
- вила, сада названа Kubistický Trojdům („Кубистичка трипл-кућа“), на адреси Rašínovo nábřeží, изграђена 1913-1914. Има чисто кубистичку предњу фасаду. Међутим, ентеријер подсећа на барокну палату са модерним намештајем, у то време веома луксузно опремљену.[2]

Остали његови пројекти су били:
- реновирање Брожик-сале у Старој градској кући
- оригинални Троја -мост (Trojský most) између Холешовице и Троје, пројектован са инжењером Франтишеком Менцлом, изграђен 1926-28; преименован у мост Барикаде (Barikádníků most) 1946. и у функцији до 1975.

Већини његових других дизајна (кубистичка фабрика, позориште) су се дивили, али они никада нису реализовани. Године 1914. напустио је кубистички стил и почео да ради у међународно оријентисаном конструктивистичком стилу.
Хохол је био активан и у политици: био је један од оснивача организације Леви фронт - удружења авангардних уметника, дизајнера и архитеката и Удружења социјалистичких архитеката и једини од чешких кубиста са јаким политичким ставовима. Године 1935. учествовао је на светској изложби у Бриселу.